# بید براهمای کریستف
بید براهمای کریستف (نام علمی: Brahmaea christophi) نام یک گونه از تیره شاپرک‌های برهمن است. این گونه شاپرک یا بید برای نخستین بار در سال ۱۸۸۵ میلادی توصیف علمی شد. در حال حاضر این گونه بید در ایران، جمهوری خلق چین و ژاپن دیده می شود.